# Eros il dolceamaro
Eros il dolceamaro (Eros the Bittersweet) è un saggio dell'accademica e classicista canadese Anne Carson, pubblicato nel 1986. Nel saggio, Carson, rielaborando la propria tesi di dottorato, esplora il concetto di eros nella lirica greca. Nel 1999 la Modern Library ha inserito Eros the Bittersweet tra le cento migliori opere non narrative del XX secolo. In Italia è stato pubblicato nel 2021 da Utopia.

## Contenuto
Il saggio esplora il concetto di eros nella letteratura greca e partire dalla lirica. Prendendo spunto da Saffo e dalla sua descrizione di eros come γλυϰύπιϰρον (glukopokrino; «bittersweet» in inglese, «agrodolce» in italiano), Carson usa la lirica Ode della gelosia per teorizzare come il desiderio erotico venisse generalmente esplicato come un «triangolo», «non attraverso un procedimento irrazionale, semplicemente emotivo, ma geometrico»: «allo scontato triangolo: io-tu-l'altro/a, Saffo avrebbe sostituito più audacemente la figure dell'io-tu-io=desiderio, si sarebbe cioè vista nel proprio turbamento e rivelata nella scrittura, facendo di se stessa un'altra.»
Carson porta avanti questa tesi con altri esempi da Longo Sofista, Eliodoro di Emesa, Achille Tazio, Caritone e, soprattutto, esplorando il Fedro di Platone.

## Edizioni
- Anne Carson, Eros il dolceamaro, traduzione di Patrizio Ceccagnoli, Utopia Editore, 2021,  p. 224, ISBN 9791280084255.